# بازی‌های جهانی رولر
بازی‌های جهانی رولر (World Roller Games به‌طور رسمی و به زبان انگلیسی) مسابقه ای است که مسابقات قهرمانی جهان را در رده مردان و زنان ورزش‌های مختلف رولر برگزار می‌شود. این رقابت‌ها توسط فدراسیون بین‌المللی اسکیت (FIRS) سازماندهی شده‌اند و از سال ۲۰۱۷، به صورت دوسالانه برگزار می‌شود.

## دوره‌ها
۲۰۱۷ - نانجینگ چین (بازی‌های جهانی رولر ۲۰۱۷)
۲۰۱۹ - بارسلونا اسپانیا (بازی‌های جهانی رولر ۲۰۱۹)
۲۰۱۲ - لیما پرو (بازی‌های جهانی رولر ۲۰۲۱)

## جدول مدال‌ها
| 1     | کلمبیا              | ۲۳  | ۱۲  | ۱۰  | ۴۵  |
| 2     | ایتالیا             | ۲۰  | ۲۵  | ۳۱  | ۷۶  |
| 3     | فرانسه              | ۱۱  | ۱۰  | ۳   | ۲۴  |
| 4     | آلمان               | ۱۰  | ۷   | ۹   | ۲۶  |
| 5     | چین                 | ۹   | ۵   | ۳   | ۱۷  |
| 6     | ایالات متحده آمریکا | ۶   | ۳   | -   | ۹   |
| 7     | اسپانیا             | ۵   | ۱۱  | ۷   | ۲۳  |
| 8     | تایوان              | ۴   | ۸   | ۱۱  | ۲۳  |
| 9     | پرتغال              | ۴   | ۴   | ۲   | ۱۰  |
| 10    | روسیه               | ۳   | ۴   | ۱   | ۸   |
| 11    | کره جنوبی           | ۲   | ۷   | ۷   | ۱۶  |
| 12    | آرژانتین            | ۲   | ۳   | ۶   | ۱۱  |
| 13    | سنگال               | ۲   | ۰   | ۰   | ۲   |
| 14    | بلژیک               | ۱   | ۲   | ۴   | ۷   |
| 15    | ایران               | ۱   | ۱   | ۱   | ۳   |
| 16    | استرالیا            | ۱   | ۱   | -   | ۲   |
| 17    | ژاپن                | ۱   | ۱   | -   | ۲   |
| 18    | تایلند              | ۱   | ۱   | -   | ۲   |
| 19    | لتونی               | ۱   | -   | ۲   | ۳   |
| 20    | شیلی                | ۱   | -   | ۱   | ۲   |
| 21    | انگلستان            | ۱   | -   | ۱   | ۲   |
| 22    | برزیل               | ۱   | -   | -   | ۱   |
| 23    | ساحل عاج            | ۱   | -   | -   | ۱   |
| 24    | اسرائیل             | ۱   | -   | -   | ۱   |
| 25    | جمهوری چک           | -   | ۱   | ۱   | ۲   |
| 26    | هند                 | -   | ۱   | -   | ۱   |
| 27    | مکزیک               | -   | ۱   | -   | ۱   |
| 28    | اکوادور             | -   | -   | ۲   | ۲   |
| 29    | لهستان              | -   | -   | ۲   | ۲   |
| 30    | کانادا              | -   | -   | ۱   | ۱   |
| 31    | نیوزیلند            | -   | -   | ۱   | ۱   |
| 32    | سوئیس               | -   | -   | ۱   | ۱   |
| مجموع | مجموع               | ۱۱۲ | ۱۰۸ | ۱۰۷ | ۳۲۷ |